# Osorno la Mayor
Osorno la Mayor is een gemeente in de Spaanse provincie Palencia in de regio Castilië en León met een oppervlakte van 89,16 km². Osorno la Mayor telt 1.266 inwoners (1 januari 2016).